# Lundsbrunn
Lundsbrunn ist ein Ort (tätort) in der schwedischen Gemeinde Götene. Er liegt etwa zwölf Kilometer nördlich der Stadt Skara und hat 909 Einwohner (2015).
Lundsbrunn ist ein alter Wasserkurort. 1724 wurde die alte Opferquelle von Lundsbrunn das erste Mal als Heilquelle schriftlich erwähnt. In den nächsten Jahrzehnten wurde ein Kurbetrieb aufgebaut, 1785 kam der erste Kurarzt, und Anfang des 19. Jahrhunderts baute man Badehäuser, Hotel und Kursalon. Im 19. Jahrhundert erlebte Lundsbrunn seine Blütezeit, aber nach dem Ersten Weltkrieg ging es bergab. Mitte der 1950er Jahre stand Lundsbrunn vor dem Konkurs. Anfang der 1970er Jahre begann ein neuer Aufschwung für den Kurort. Heute haben sich die ehemaligen Kuranlagen auf drei Tätigkeitsbereiche konzentriert: Konferenzen, Spa und Golf.
Kulturhistorisch interessant sind vor allem die alten Kurgebäude aus dem 18. und 19. Jahrhundert, zum Beispiel das vom Architekten Carl Magnus Piper im klassizistischen Stil entworfene und 1817 gebaute Armenhospital Jacquette du Rietz stiftelse.

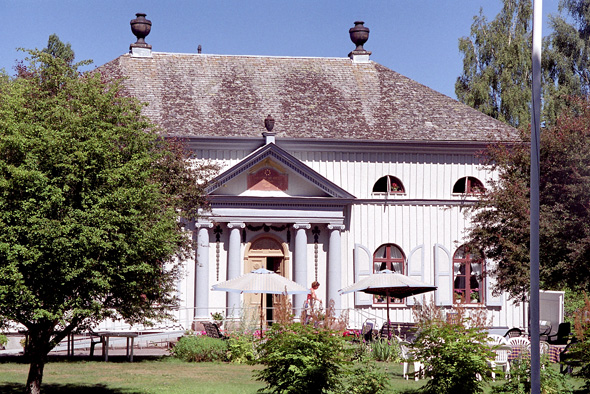
Jacquette du Rietz stiftelse
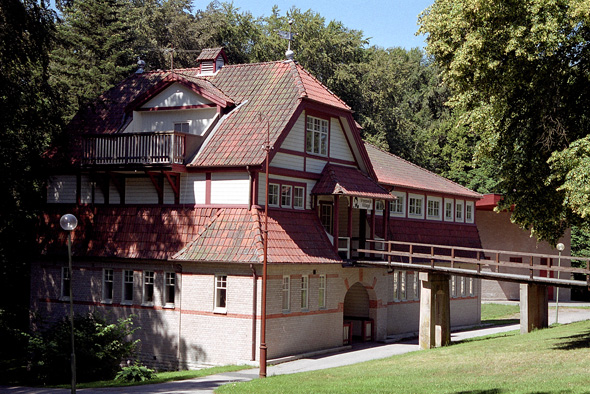
Badehaus

Lundsbrunn ist Endpunkt der Museumsbahn Skara–Lundsbrunn, die in der Sommersaison (Ende Juni bis Anfang September) mit Dampfzügen und Schienenbussen befahren wird.